# William M. Clark

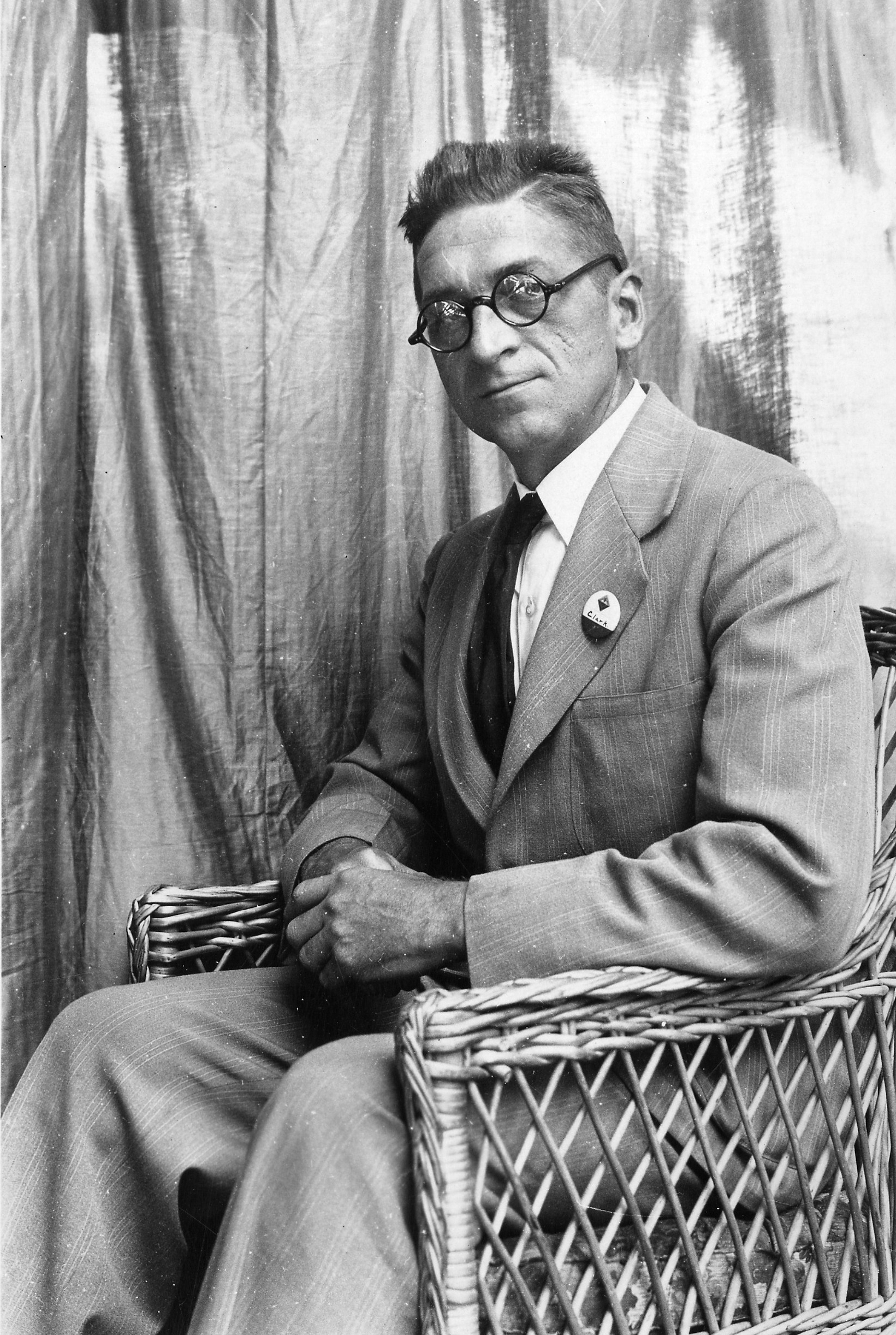
William M. Clark (vor 1964)

William M. Clark (* 17. August 1884 in Tivoli, New York; † 19. Januar 1964 in Baltimore, Maryland) war ein US-amerikanischer Biochemiker an der Johns Hopkins University in Baltimore.
Clark konnte mit grundlegenden Arbeiten die Bedeutung physikalischer Methoden insbesondere zur Bestimmung basaler Stoffwechselraten und von Oxidation/Reduktion bei der Untersuchung von Lebensprozessen zeigen.

## Leben und Wirken
Clark erwarb 1907 einen Bachelor und 1908 einen Master am Williams College in Williamstown, Massachusetts, und 1910 bei Harmon Northrop Morse einen Ph.D. in physikalischer Chemie an der Johns Hopkins University in Baltimore, Maryland, begann aber schon früh, sich für Biochemie zu interessieren.
Nach Abschluss des Studiums arbeitete Clark als Chemiker für die Abteilung für Molkereiprodukte des U.S. Department of Agriculture, wo er sich mit der Mikrobiologie und Azidität von Milchprodukten befasste und insbesondere mit Wasserstoffelektroden arbeitete. Gemeinsam mit Herbert Lubs entwickelte er eine Serie von dreizehn Indikatoren zur Bestimmung der Azidität.
1920 übernahm Clark die Leitung der Abteilung für Hygiene im Public Health Service (heute National Institutes of Health, NIH), wo er sich mit den Redoxpotentialen von Farbstoffen, sowie mit Liganden und Metalloporphyrinen befasste. 1927 erhielt er eine Professur für Biochemie an der Johns Hopkins University. 1951 wurde Clark emeritiert, sein Nachfolger als DeLamar Professor wurde Albert Lehninger. Von 1933 bis 1952 gehörte Clark zu den Herausgebern des Journal of Biological Chemistry.
Clark war seit 1910 mit Rose Willard Goddard († 1958) verheiratet; das Paar hatte zwei Töchter.

## Schriften (Auswahl)
- Determination of Hydrogen Ions. Baltimore, 1920 (2. Aufl. 1923; 3. Aufl. 1928)
- Topics in Physical Chemistry 1948 (2. Auflage 1952)
- Oxidation-Reduction Potentials of Organic Systems. Baltimore, 1960

## Auszeichnungen (Auswahl)
- 1928 Mitglied der National Academy of Sciences
- 1933 Präsident der Society of American Bacteriologists
- 1933 Harvey Lecturer
- 1933/1934 Präsident der American Society for Biochemistry and Molecular Biology[2]
- 1935 Ehrendoktorat des Williams College
- 1939 Mitglied der American Philosophical Society[3]
- 1949 Ehrendoktorat der University of Pennsylvania
- 1944 Borden Award
- 1957 Passano Award[1]